# Safety-Harbor-Kultur

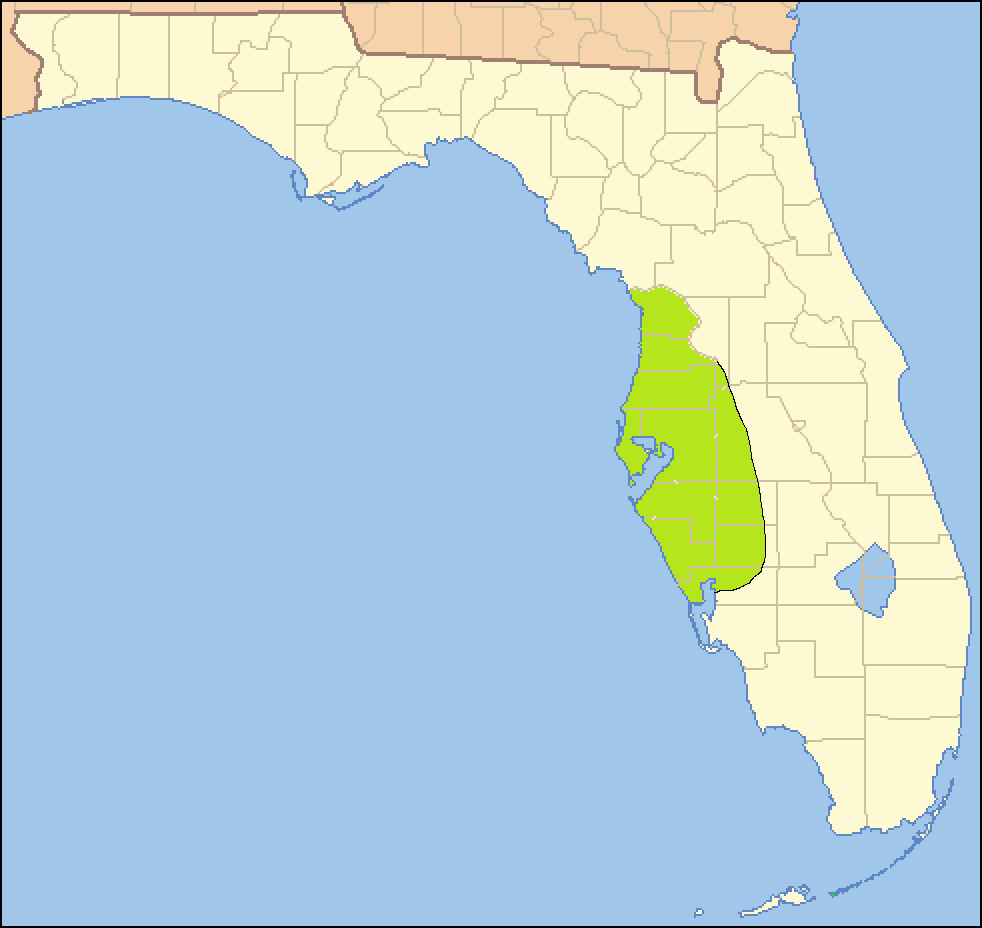
Karte des ungefähren Verbreitungsgebiets der Safety-Harbor-Kultur.

Die Safety-Harbor-Kultur war eine prähistorische Kultur, die unter einigen indigenen Stämmen von etwa 700 bis 1700 n. Chr. an der zentralen Golfküste Floridas in Nordamerika verbreitet war. Der Name bezieht sich auf die Stadt Safety Harbor an der Tampa Bay, die unweit der archäologischen Ausgrabungsstätten liegt. Hier wurden Keramikscherben gefunden, die aus Grabhügeln stammen. Die Anlage ist vermutlich der Standort der Hauptstadt der Tocobaga, eines Indianerstamms, der als Hauptvertreter der Safety-Harbor-Kultur gilt.

## Verbreitung und Phasen
Die Safety-Harbor-Kultur war an der zentralen Golfküste Floridas zu finden. Über die geografische Ausdehnung sind sich die Archäologen uneinig. Laut dem amerikanischen Archäologen Ripley P. Bullen dehnte sie sich zwischen dem heutigen Tarpon Springs im Westen und Sarasota im Osten und an der Golfküste zwischen dem Aucilla River im Norden und dem Charlotte Harbor im Süden aus. Jeffrey M. Mitchem dagegen vermutet die nördliche Grenze am Withlacoochee River, die südliche innerhalb des Collier Countys und die östliche im Polk County. Jerald T. Milanich definiert das Kulturgebiet entlang der Golfküste vom Withlacoochee River bis nach Charlotte Harbor. Einig sind sich alle drei Archäologen, dass das Zentrum der Kultur rings um die Tampa Bay beim Häuptlingstum Tocobaga lag.
Typisch für die Safety-Harbor-Kultur waren die Grabhügel und deren reichhaltige Grabbeigaben. Veränderungen in der Verzierung der ausgegrabenen Keramik-Artefakte mit Symbolen und Designs lassen die Aufteilung der Safety-Harbor-Kultur in vier Zeitspannen oder Phasen zu. Vor dem europäischen Kontakt lagen die Englewood Phase von 900 bis 1100 n. Chr. und die Pinellas Phase von 1100 bis 1500. Während der spanischen Kolonialzeit entstand die Tatham Phase von 1500 bis 1567 und die Bayview Phase von 1567 bis 1725.

## Die Mounds
Die zugehörigen Stämme waren in Häuptlingstümern organisiert und lebten überwiegend in Dörfern an der Küste der Tampa Bay und des angrenzenden Golfs von Mexiko. Das Zentrum des gesamten Wohngebiets erstreckte sich wahrscheinlich über rund 24 Kilometer Küstenlinie und 20 Kilometer weit ins Binnenland. Jedes Häuptlingstum besaß einen Hauptort mit einem Tempelhügel und einer zentralen Plaza. Archäologen entdeckten bei Ausgrabungen mindestens 15 derartige Städte an der Golfküste, die zwischen dem südlichen Pasco County und dem nördlichen Sarasota County lagen. Das untersuchte Gebiet umfasste die gesamte Küste an der Tampa Bay.
Nur eine Stadt wurde im Binnenland gefunden. Überlieferte Beschreibungen in spanischen Dokumenten stimmen weitgehend mit den archäologischen Rekonstruktionen überein. Die Orte besaßen eine rechteckige Plaza und mindestens einen Tempelhügel in Form einer abgeflachten Pyramide, rund 6 m hoch und an jeder Seite 40 m lang. Arbeitsgruppen schleppten die Erde in Lastkörben heran und schütteten den künstlichen Hügel auf. Auf dieser Mound genannten Erhebung standen ein oder mehrere Gebäude und eine Rampe führte von oben hinab zur Plaza. Sogenannte Muschelmounds oder Middens, das heißt Überreste von verzehrten Muscheln, lagen entlang der Küste oder manchmal auch am Rande der Plaza. Die Plaza selbst war jedoch frei von Abfällen. Die Spanier berichteten außerdem, dass der Häuptling mit seiner Familie in Häusern lebte, die auf dem Tempelberg errichtet wurden. Die vornehmen Bewohner der Stadt besaßen Häuser an der Plaza, während das gewöhnliche Volk in Hütten abseits der Plaza wohnte. Außerdem gab es einen Mound für die Toten, der am Rande der Stadt lag und auf dem sich eine Leichenhalle befand.
Die bekanntesten Fundstätten der Safety-Harbor-Kultur zeichnen sich durch die Existenz von Grab-, Tempel- und Muschelhügeln aus. Wie im gesamten Florida wurden im frühen 20. Jahrhundert auch zahlreiche Mounds im Gebiet der Tampa Bay zerstört, als die Bevölkerungszahl sprunghaft wuchs. Neusiedler suchten Land an der Golfküste, und die Straßenbauer entdeckten, dass viele Mounds aus Muschelschalen bestanden, die sich hervorragend als Füllmaterial für neue Straßen eigneten. Von mindestens fünfzehn Mounds gibt es Dokumente, die deren Existenz an der Tampa Bay und der benachbarten Golfküste belegen. Alle Mounds hatten einen rechteckigen Grundriss, waren oben abgeflacht und besaßen eine Rampe auf einer Seite, die von der Plaza nach oben führte. Überreste nicht zerstörter Mounds gibt es an folgenden Orten:
- Anderson-Narvaez Temple Mound in St. Petersburg
- Harbor Key Temple Mound (Bishop Harbor Temple Mound) in Bishop Harbor im Manatee County
- Madira Bickel Temple Mound, im Manatee County
- Maximo Point Temple Mound, in St. Petersburg
- Pillsbury Temple Mound, im Manatee County
- Pinellas Point Temple Mound oder Hirrihigua Mound, in St. Petersburg
- Safety Harbor Temple Mound in Safety Harbor
- Snead Island Temple Mound im Manatee County

## Bevölkerung und Häuptlingstümer
Aus spanischen Aufzeichnungen geht hervor, dass zwischen vier sozialen Klassen innerhalb der Bevölkerung unterschieden wurde. Der Häuptling und seine Familie bildeten die Oberklasse, danach folgten die wichtigsten Ratgeber und Beamten. Als dritte Klasse kam das gewöhnliche Volk und zuletzt die im Krieg erbeuteten Sklaven. Gefangene Europäer und Angehörige anderer Stämme wurden als Sklaven gehalten. Die Menschen der Safety-Harbor-Kultur aßen Fische, Hirsche, Truthähne und Hunde und als Gemüse eine amerikanische Art der Brunnenkresse, Kürbis, Bohnen und die Knospen der Palmettopalme. Mais spielte dagegen nur eine geringe Rolle. Die südliche Grenze des Maisanbaus lag vor der Ankunft der Europäer nördlich der Tampa Bay. Zur Jagd und als Waffe benutzten sie Pfeil und Bogen. Als Pfeilspitzen dienten scharfe Steine oder Stacheln von Stachelrochen. Die Häuser bestanden aus hölzernen Pfosten und die Dächer aus Palmenblättern. Tempel und andere öffentliche Gebäude waren mit Holzschnitzereien verziert. Tönerne Gefäße für zeremonielle Zwecke wurden kunstvoll bemalt und waren charakteristisch zur Bestimmung der Safety-Harbor-Kultur.
Während der ersten spanischen Periode von 1513 bis 1763 wurden alle indigenen Ureinwohner an der Tampa Bay mit Tocobaga bezeichnet. Im engeren Sinn bezieht sich jedoch der Begriff nur auf ein Häuptlingstum sowie dessen Hauptort und Häuptling. Der Hauptort der Tocobaga lag vermutlich am Nordende der Tampa Bay an der Stelle der heutigen Stadt Safety Harbor. Weitere Häuptlingstümer, die zur Safety-Harbor-Kultur gehörten, sind Mocoso am östlichen Ende der Tampa Bay, das an der Nordseite der Hillsborough Bay gelegene Pohoy und Uzita an der Südseite der Tampa Bay. Das Häuptlingstum Tocobaga war vermutlich der mächtigste Stamm in der zweiten Hälfte des 16. Jahrhunderts an der Tampa Bay. Im 17. Jahrhundert ging diese Dominanz zunächst an die Pohoy und schließlich an die Calusa über.